# Noel Redding
Noel David Redding (Folkestone, Kent, Inglaterra, 25 de diciembre de 1945 - Clonakilty, County Cork, Irlanda, 11 de mayo de 2003) fue un músico británico, conocido por ser el bajista de The Jimi Hendrix Experience.

## Biografía
Nació en Folkestone, Inglaterra. Fue elegido por Chas Chandler para unirse a la banda de Jimi Hendrix en 1966, que abandonó en 1969. Aunque actuó en otras bandas antes y después de la muerte de Hendrix, nunca alcanzó un nivel similar de éxito, y decidió radicarse en Irlanda, en 1972.
A la edad de 9 años Noel tocaba el violín en el colegio, luego el mandolín a los 12 y guitarra ya a los 14. Sus primeras apariciones en público fueron en el Hythe Youth Club y en la Harvey Grammar School, lugar donde estudiaba.
Sus primeras bandas locales fueron:
- The Strangers: con John "Andy" Andrews (bajo).
- The Lonely Ones: en 1961 con John Andrews (bajo), Bob Hiscocks (guitarra), Mick Wibley (batería) y Pete Kircher (voces y percusiones). The Lonely Ones grabó un EP de vinilo, de manera privada, en el Hayton Manor Studio en Stanford, Inglaterra en 1963.
- The Loving Kind: en 1966 con Pete Carter (batería), Jim Leverton (bajo), y Derek Knight (voces).

A los 17 años decidió dedicarse profesionalmente a la música e hizo una gira por Escocia y Alemania, donde tocó en diversos clubes con Neil Landon and the Burnettes y su banda The Loving Kind.
Noel fue la primera persona en unirse a la Jimi Hendrix Experience, y fue por accidente. Chas Chandler lo invitó a una audición y pensó que audicionaría para la banda The Animals. Cuando llegó ahí le dijeron que lo haría para un "fantástico" guitarrista estadounidense, así lo hizo y se transformó en el bajista de Jimi Hendrix.
En 1969 abandona el proyecto de Hendrix para formar Fat Mattress con Neil Landon en voces, Jim Leverton en bajo y Eric Dillon en batería. Más tarde a esta banda se uniría por un corto tiempo el guitarrista Martin Barre antes de unirse a Jethro Tull.
Un gran esfuerzo del mánager de Hendrix, Michael Jeffery, intentó reunir una vez más a The Jimi Hendrix Experience meses antes del festival de Woodstock en 1969 con el afán de revivir la popularidad de éste en los rankings. Sin embargo, pronto dejó la banda de Hendrix por última vez para avocarse a otros proyectos.
En 1972 mientras vivía en Los Ángeles, Redding se unió a una banda de heavy metal llamada Road. De este experimento resultó un único álbum homónimo que salió a la venta el mismo año.
A fines de 1972 se mudó a Irlanda y formó The Noel Redding Band junto a Eric Bell, Dave Clark y Lee Samson. Esta agrupación grabó dos discos RCA y realizó giras por Holanda, Inglaterra, Irlanda y Estados Unidos. La banda se separó después de una disputa con su compañía disquera.
En su libro "Are You Experienced?" (coescrito junto a Carol Appleby]], y públicamente, se refirió a su desacuerdo con la forma en que se llevó la venta de las grabaciones de Hendrix, ya que fue forzado a abandonar sus derechos de royalties en 1974.
Posteriormente hizo varias grabaciones y giras a través de los años, ocasionalmente cooperando con otros artistas. En 1993, por ejemplo, tocó con Phish.
Noel Redding fue encontrado muerto en su casa en Clonakilty, Cork, Irlanda, el 11 de mayo de 2003. La autopsia se llevó a cabo el 13 de mayo en el Ceork University Hospital en Wilton. El informe concluyó que Redding murió de "un shock hemorrágico debido a varices esofágicas en reacción con una cirrosis del hígado". Tenía 57 años. En el pueblo de Ardfield, la población local erigió una placa en su memoria.
En 2004 salió a la venta un disco de The Jimi Hendrix Experience titulado The Experience Sessions. La colección contiene temas raros e inéditos en las que participó Redding. La mayoría de las canciones son temas que no se incluyeron en Axis: Bold As Love y Electric Ladyland que interesantamente presentan a Redding en guitarra y a Hendrix en el bajo. También contiene una versión de "Red House" con Redding en la guitarra rítmica.

## Discografía
- Con The Loving Kind
  - Singles:
    - "Accidental Love"/"Nothing Can Change This Love" (1966) Piccadilly .
    - "I Love The Things You Do"/"Treat Me Nice" (1966) Piccadilly .
    - "Ain't That Peculiar"/"With Rhyme And Reason" (1966) Piccadilly.

- Con The Jimi Hendrix Experience
  - Are You Experienced? (1967) Polydor.
  - Axis: Bold as Love (1967) Polydor.
  - Electric Ladyland (1968) Polydor.
  - Smash Hits (1968) Polydor.
  - Radio One (1989) Castle Communications.
  - BBC Sessions (1998) MCA.
  - The Experience Sessions (2004) Image Entertainment.

- Con Fat Mattress
  - Fat Mattress (1969) Polydor.
  - Fat Mattress II (1970) Polydor.
  - Singles:
    - "Naturally"/"Iridescent Butterfly" (1969) Polydor.
    - "Magic Lanterns"/"Bright New Way" (1970) Polydor.
    - "Highway"/"Black Sheep Of The Family" (1970).

- Con Road
  - Road (1972) Kama Sutra.

- Con Noel Redding Band
  - Clonakilty Cowboys (1975) RCA.
  - Blowin (1976) RCA.
  - Singles:
    - "Roller Coaster Kids"/"Snowstorm" RCA.
    - "Take It Easy"/"Back On The Road Again" RCA.